# Carnosauria
Carnosauria je skupinou menších až značně velkých dravých dinosaurů (teropodů), žijících v období jury a křídy. Původně byli do této skupiny zahrnováni téměř všichni velcí draví dinosauři včetně tyrannosauridů, dnes sem však řadíme pouze příslušníky skupiny Allosauroidea a jejich nejbližší vývojové příbuzné. Mezi karnosaury patří také karcharodontosauridi, jedni z největších známých dravých dinosaurů vůbec (např. Giganotosaurus, Mapusaurus, Tyrannotitan).

## Anatomie
Mezi typickými znaky těchto teropodů můžeme uvést velké očnice, dlouhou a úzkou lebku a modifikace pánve i kostí končetin (např. holeň je kratší než stehno). Podle moderní kladistické definice patří mezi karnosaury všichni dinosauři, sdílející recentnějšího žijícího zástupce s rodem Allosaurus než s dnešními ptáky.
Mnozí karnosauři patrně těžili z velkého množství zdechlin sauropodů a jiných velkých dinosaurů, které byly v jejich ekosystémech běžné.

## Taxonomie
Mnohé rody, které byly dříve řazeny do této skupiny, již byly reklasifikovány fylogenetickými analýzami z 80. a 90. let minulého století. Mezi nejstarší známé zástupce této skupiny patří argentinský druh Asfaltovenator vialidadi.
- Infrařád Carnosauria
  - Erectopus
  - Fukuiraptor
  - Gasosaurus?
  - Megaraptor?
  - Monolophosaurus
  - Siamotyrannus
  - Nadčeleď Allosauroidea
    - Becklespinax?
    - Čeleď Allosauridae
    - Čeleď Carcharodontosauridae
    - Čeleď Sinraptoridae